# Озерський Олександр Володимирович
Олександр Володимирович Озерський (1891, посад Лужки Смоленської губернії, тепер Смоленської області, Російська Федерація — розстріляний 10 травня 1938, місто Москва, Російська Федерація) — радянський діяч, торговий представник СРСР у Великій Британії, член ВЦВК. Член Центральної контрольної комісії ВКП(б) у 1930—1934 роках. 

## Біографія
Народився в родині дрібного єврейського торговця. У 1907 році закінчив міське училище, а у 1909 році — заочні бухгалтерські курси в Лієпаї.
Член РСДРП(б) з липня 1917 року.
З 1918 року служив у Червоній армії, учасник громадянської війни в Росії.
З 1919 року перебував на відповідальній господарській роботі. У 1922—1928 роках — член правління, заступник голови, голова правління «Уралмету».
У 1928—1930 роках — голова Аркосу в Лондоні (Велика Британія), керівник групи торгово-кооперативних організацій Народного комісаріату робітничо-селянської інспекції СРСР, член президії Вищої ради народного господарства СРСР.
У 1930—1931 роках — заступник народного комісара зовнішньої і внутрішньої торгівлі СРСР. З 1931 року — заступник народного комісара зовнішньої торгівлі СРСР.
У 1931—1936 роках — торговий представник СРСР у Великій Британії.
У 1936 — жовтні 1937 року — начальник Центрального управління постачання і збуту Народного комісаріату оборонної промисловості СРСР.
15 жовтня 1937 року заарештований органами НКВС. Засуджений Воєнною колегією Верховного суду СРСР 25 листопада 1937 року до страти, розстріляний 10 травня 1938 року. Похований на полігоні «Комунарка» поблизу Москви.
У квітні 1956 року посмертно реабілітований.

## Нагороди
- орден Трудового Червоного Прапора (21.04.1933)